# ثورة 14 أكتوبر
ثورة 14 أكتوبر هي ثورة اشتعلت شرارتها في 14 أكتوبر 1963م، في الجزء الجنوبي من اليمن ضد الاحتلال البريطاني، وانطلقت من جبال ردفان، بقيادة راجح بن غالب لبوزة، الذي استشهد مع مغيب شمس يوم الثورة، وقد شنت السلطات الاستعمارية حملات عسكرية غاشمة استمرت ستة أشهر، ضربت خلالها القرى والسكان الآمنين بمختلف أنواع الأسلحة، تشرد على إثرها آلاف المدنيين العزل. واتّبعت القوات البريطانية في هجماتها وغاراتها على مناطق ردفان سياسة «الأرض المحروقة»، وخلفت كارثة إنسانية فظيعة جعلت أحد أعضاء مجلس العموم البريطاني يدين تلك الأعمال اللاإنسانية.

## الاستعمار

### مقدمات للاستعمار
توالت على عدن الكثير من القوات الطامعة والكثير من الدول المستعمرة ولقد كان من أهم تلك الدول هي الإمبراطورية البريطانية. قامت بريطانيا ببعض المقدمات لاحتلال عدن فأرسلت في بداية الأمر الكابتن هينز أحد ضباط البحرية إلى منطقة خليج عدن في عام 1835 وذلك لمعرفة مدى صلاحية المنطقة لتكون قاعدة بحرية ومستودعا للسفن البريطانية وقد أشار هينز في تقريره إلى ضرورة احتلال عدن لأهميتها الإستراتيجية. كان لا بد للإنجليز من سبب يبررون به احتلالهم لعدن وقد ساقت لهم الصدف حادثة استغلوها استغلالا جما ففي عام 1837 جنحت سفينة هندية (دوريادولت) ترفع العلم البريطاني بالقرب من ساحل عدن وادّعى الإنجليز أن سكان عدن هاجموا السفينة ونهبوا بعض حمولتها وإن ابن سلطان لحج وعدن كان من المحرضين على نهب السفينة.
وهنا كان لا بد للإنجليز من استغلال هذه، مضى حوالي شهر من وقعها عندما زادت أهميته بريطانيا للسيطرة على البحر الأحمر وجعل عدن كمحطة تعمل على تمويل سفنها بالوقود وجعلها قاعدة عسكرية تهيمن على المنطقة العربية ككل، فنلاحظ عندئذ قائد السفينة في البحر الأحمر كتب إلى مدير البحرية الهندية في 6 يوليو 1837، التقرير التالي (يشرفني أن أعلمكم أنه لدى وجودي في عدن خلال شهر أبريل تبينت أن البضاعة التي تمت استعادتها من السفينة المحطمة (دريادولت) التي تحمل العلم الإنكليزي والعائدة إلى مدارس كانت مطروحة في السوق بأقل من ثلث قيمتها).
وهنا بعد هذه الرسالة التي كتبها (كوماندر هينز) تحقق لنا مدى نوايا الإنجليز في الاستيلاء على عدن وتتطور الأمور وترسل الحكومة البريطانية الكابتن هينز لإجراء مفاوضات مع سلطان لحج ولكنها باءت بالفشل بعد محاولة سلطان لحج إعادة البضائع المسروقة ودفع قيمة ما تلف أو باع منها إلا أن هينز لما يوافق لأن بريطانيا كانت تريد عدن نفسها.
وفي عام 1839 نفسه أعدت حكومة الهند البريطانيا الإجراءات للاستيلاء على عدن وقامت ببعض المناوشات بين العرب في عدن وبعض جنود السفن البريطانية المسلحة التي رابطت بالقرب من ساحل عدن انتظارا لوصول السفن الباقية والتي تحمل ثلاثة أيام في 19 يناير 1839 قصفت مدفعية الأسطول البريطاني مدينة عدن ولم يستطع الأهالي الصمود أمام النيران الكثيفة وسقطت عدن في أيدي الإنجليز بعد معركة غير متكافئة بين أسطول وقوات الامبراطورية البريطانية من جانب وقوات قبلية العبدلي من جانب آخر.

### خروج قوات محمد علي باشا وانفراد بريطانيا بالسلطة
بدأت متاعب الحكم المصري في اليمن بعد سقوط عدن في أيدي البريطانيين فقد بدا هينز اتصالاته بمشايخ المناطق الجنوبية الواقعة تحث نفوذ المصريين يعزيهم بالهدايا والمرتبات ويحثهم على التمرد على ألوية المصري ولكن الأحوال تطورت بسرعة بعد تحالف الدول الكبرى ضد محمد علي باشا وانتهى الامر بانسحاب القوات المصرية من اليمن في عام 1840، وانفردت بريطانيا وحدتها بمقدرات جنوب اليمن كله وبدأت إنجلترا عشية احتلالها لعدن في تنفيذ سياسة التهدئة في المنطقة حتى تضمن استقرار الأمور في عدن بما يحقق مصالحها الإستراتيجية والتجارية والبحرية فعقدت مع سلطان لحج معاهدة للصداقة ومنحته راتبا سنويا إلا أن هذا لم يُجدِ نفعا إن حاول سلطان لحج استعادة عدن ثلاث مرات في عامي 1840 و1841 إلا أن تلك المحاولات لم تنجح للفارق الهائل في تسليح القوتين.

## مقدمة
سيطر البريطانيون على عدن عام 1839 عندما قامت شركة الهند الشرقية بإرسال مشاة البحرية الملكية إلى شواطئ المدينة وكانت تحكم كجزء من الهند البريطانية إلى سنة 1937 عندما أصبحت مستعمرة بحد ذاتها تابعة للتاج البريطاني. كانت عدن أكثر تقدما وعمارا ونسبة التعليم كانت مرتفعة بين سكانها نتاج الإدارة الإنجليزية للمدينة، أما المناطق القبلية المحيطة بها حضرموت وشبوة وأبين وغيرها لم تختلف كثيرا عن المناطق الشمالية لليمن  عقد الإنجليز معاهدات صداقة مع سلاطين القبائل المحيطة بعدن وكعادتهم كانوا يدعمون من تبدو فيه بوادر التعاون معهم ضد الآخرين وكانوا يرصدون النزاعات بين السلاطين دون تدخل مباشر 
في خمسينات القرن العشرين تأثر أهالي المستعمرة من العرب بخطابات جمال عبد الناصر والأغاني الثورية الصادرة عن إذاعة القاهرة وكان لسياسات الإنجليز التعسفية والمتجاهلة لمطالب العرب في عدن دور رئيسي في تنامي تلك المشاعر  وكان لوجود هيئات مجتمع مدني أثر كبير على المطالبين بإسقاط حكم الإمامة في شمال البلاد، فتزايدت أعداد النازحين من الشمال مما سبب قلقا للمستعمر البريطاني فعرض إقامة ما عرف باتحاد الجنوب العربي وهو اتحاد فدرالي يجمع خمسة عشر سلطنة منتشرة في أرجاء المستعمرة أملا في تخفيف حدة المطالب الداعية للاستقلال الكامل 
وظهرت حركات مقاومة مثل جبهة التحرير القومية المدعومة من المصريين  وجبهة تحرير جنوب اليمن المحتل المختلفة في التوجهات عن السابقة وأعلنت حالة الطوارئ في عدن (بالإنجليزية: Aden Emergency) في 10 ديسمبر 1963 عندما ألقى عناصر من جبهة التحرير القومية قنبلة استهدفت المندوب البريطاني السامي. واستمرت هجمات الفصائل حتى إنسحبت القوات البريطانية عن عدن في 30 نوفمبر 1967 قبل الموعد المقرر من قبل رئيس الوزراء البريطاني هارولد ويلسون وقامت جمهورية اليمن الديمقراطية الشعبية 

## أهداف الثورة
قامت الثورة لتحقيق الأهداف التالية:

علم مستعمرة عدن 1937 1963

1. تصفية القواعد وجلاء القوات البريطانية من أرض الجنوب دون قيد أو شرط.
2. إسقاط الحكم السلاطيني والتي يصنف بأنها رجعي.
3. إعادة توحيد الكيانات العربية الجنوبية سيراً نحو الوحدة العربية والإسلامية على أسس شعبية وسلمية.
4. استكمال التحرر الوطني بالتخلص من السيطرة الاستعمارية الاقتصادية والسياسية.
5. إقامة نظام وطني على أسس ثورية سليمة يغير الواقع المتخلف إلى واقع اجتماعي عادل ومتطور.
6. بناء اقتصاد وطني قائم على العدالة الاجتماعية يحقق للشعب السيطرة على مصادر ثرواته.
7. توفير فرص التعليم والعمل لكل المواطنين دون استثناء.
8. إعادة الحقوق الطبيعية للمرأة ومساواتها بالرجل في قيمتها ومسؤولياتها الاجتماعية.
9. بناء جيش وطني شعبي قوي بمتطلباته الحديثة تمكنه من الحماية الكاملة لمكاسب الثورة وأهدافها.
10. انتهاج سياسية الحياد الإيجابي وعدم الانحياز بعيدا عن السياسات والصراعات الدولية.

## التسلسل الزمني

### أحداث قبل الثورة

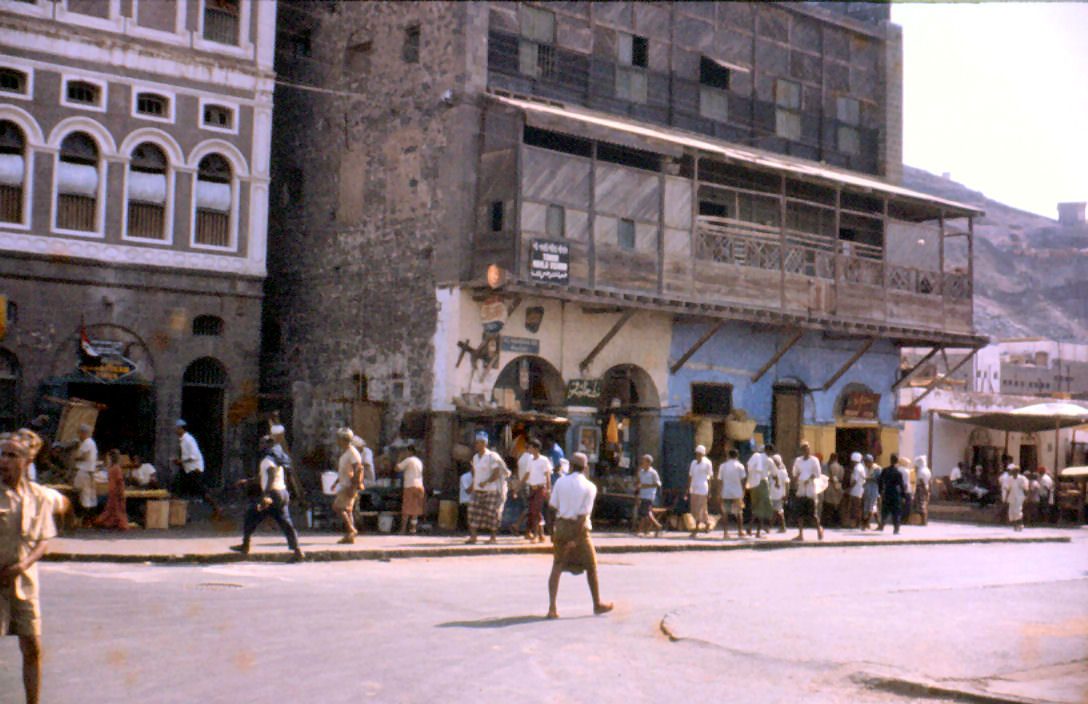
مستعمرة عدن في 1960

شهدت عدن حوالي 30 إضراباً عمالياً في مارس 1956، وفي يونيو من العام نفسه قام الثوار في بيحان محافظة شبوة بالهجوم على المركز الحكومي، وفي خريف عام 1956م أثارت الأحداث - التي شهدتها مصر، إثر العدوان الثلاثي على مصر من قبل إسرائيل وفرنسا وبريطانيا - غضب الشعب اليمني، فازدادت وتيرة العمل الوطني، ضد التواجد البريطاني في مستعمرة عدن والمحميات الشرقية (السلطنة الكثيرية والقعيطية والمهرية) والغربية، فعمل المستعمرون على زيادة التوغل في المناطق الريفية لا سيما المحاذية لأراضي المملكة المتوكلية في الشمال.
وقد شهدت المحميات الغربية في فبراير 1957 أكثر من خمسين حادثة معظمها إطلاق نار على المراكز البريطانية وعلى المسؤولين المحليين في كلٍ من ردفان وحالمين والضالع، وفي 24 فبراير 1957 نصب (16) رجلاً من قبيلة الأزارق كميناً لدورية عسكرية بريطانية تتكوّن من 22 فردا من أفراد قوات الكاميرون مايلاندر أسفر عن مقتل اثنين من الدورية وإصابة ستة بجروح. وفي أغسطس أو سبتمبر من العام نفسه بدأت انتفاضة قبيلة الشعار في إمارة الضالع، فتضامن معهم أبناء القبائل الأخرى، وعند مرور القوات العسكرية الخارجة من عدن عبر لحج لقمع تلك الانتفاضة وزعت منشورات في لحج، تدعو أفراد جيش الليوي والحرس الحكومي إلى الثورة والهروب من الخدمة العسكرية، وتمّ رمي تلك القوات أثناء مرورها بلحج بالحجارة، كما انتفضت قبائل بيحان ودثينة وقامت القوات البريطانية باعتقال العديد منهم وصادرت الممتلكات.
وفي عام 1958 رفض سلطان لحج علي عبد الكريم الانضمام إلى اتحاد الإمارات للجنوب العربي، فأرسلت بريطانيا في أبريل 1958 4000 جندي تدعمهم الأسلحة الثقيلة واحتلت السلطنة، تحت مبرر اكتشاف مخازن للأسلحة والذخائر، وإثر ذلك نزح جزء من قوات سلطان لحج إلى تعز وبلغ عددهم 45 ضابطاً و 300 جندي. وفي 22 أبريل 1958 قامت قبائل الشاعري والدكام والحميدي والأحمدي والأزرقي والمحاربة وجحافة وبني سعيد وحالمين وردفان باحتلال مركز السرير في جبل جحاف بقصد السيطرة عليه، أما في يافع السفلى فقد نشب خلاف بين السلطان محمد عيدروس والبريطانيين على أسعار القطن الذي كانت تتحكم به السلطات البريطانية، فعملت بريطانيا على عزل السلطان محمد عيدروس الذي قاوم الإجراءات البريطانية، فاستمرت العمليات القتالية بين السلطان عيدروس وقوات الاحتلال البريطاني من فبراير 1958 إلى أبريل 1961 واستخدمت القيادة العسكرية البريطانية كل وسائل التدمير ضد قوات السلطان بما فيها الطيران الذي دمر تدميراً كاملاً معقل السلطان محمد عيدروس في قلعة (القارة) الحصينة في يافع وإثرها نزح السلطان عيدروس إلى تعز.
وفي 19 يوليو 1958 اندلعت اتنفاضة قبائل سيبان والمناهيل في حضرموت، كما قامت قبائل الربيزي في العوالق في مارس 1959 بإجبار القوات البريطانية على الانسحاب من المراكز العسكرية التي أقاموها في العوالق، فقامت القوات البريطانية بقصف مناطق تلك القبائل بواسطة الطيران ما أدى إلى استشهاد عدد من الثوار وأحرقت المزارع، وأُبيدت المواشي وتشردت الأسر ولجأ الثوار إلى الجبال لمواصلة المقاومة.
خلال الفترة من 1956 - 1958 شهدت الانتفاضة (الثورة) في المحميات الغربية والشرقية أطراداً في الكم والكيف نتيجة للمد الثوري العربي الذي خلفته الثورة العربية في مصرَ منذ قيامها في عام 1952 وتنامي الوعي الوطني بأهمية النضال ضد المستعمر، واستفادت المقاومة الشعبية من الدعم المحدود الذي قدمه الإمام أحمد لها؛ إلا أنّ التراجع الذي أقدم عليه الإمام أحمد بعد أن شعر بخطورة تنامي الوعي الوطني في الشمال والجنوب على حدٍ سواء ضد حكمه والحكم البريطاني، فتوصل إلى حلول مع البريطانيين قام إثرها بقطع كافة أشكال الدعم والمساندة على رجال المقاومة الشعبية، فكان نتاج ذلك زيادة الهجمة العسكرية البريطانية ضد القبائل الثائرة التي لم تجد معظمها -وخاصة القيادات- من وسيلة سوى اللجوء إلى المناطق الشمالية أو الهجرة إلى دول عربية مثل الكويت والسعودية،

### الجبهات والمؤتمرات
ومع ذلك فإنّ تلك القيادات التي لجأت إلى الشمال، قبل قيام ثورة 26 سبتمبر 1962 حاولت أن تتخذ من الشمال قاعدة لانطلاقتها النضالية ضد المستعمر، وتكوَّنت في عام 1957 جبهة أسميت (العاصفة العدنية) بقيادة محمد عبده نعمان الحكيمي الأمين العام للجبهة الوطنية المتحدة وكانت تذيع برنامجاً إذاعياً من إذاعة صنعاء باسم (صوت الجنوب)، لكن الإمام رفض أي نشاط لهم في صنعاء، فعملت مجموعة من المناضلين على تكوين تجمع جديد لهم في منطقة البيضاء الحدودية برئاسة محمد عبده نعمان الحكيمي ومقبل باعزب وباشتراك عدد من رؤساء القبائل وأسسوا هيئة تحرير الجنوب اليمني المحتل وحصلوا على بعض الأسلحة من مصرَ عام 1960 لكن الإمام لم يسمح بخروج هذه الأسلحة من ميناء الحديدة.
في 24 فبراير 1963 عقد في دار السعادة بصنعاء مؤتمر «القوى الوطنية اليمنية» حضره أكثر من 1000 شخصية سياسية واجتماعية ومستقلة، إلى جانب عدد من الضباط الأحرار وقادة من فرع حركة القوميين العرب. وقد توصل المجتمعون خلال أعمال المؤتمر إلى اتفاق لتوحيد جميع القوى الوطنية اليمنية في إطار جبهة موحدة. وجرى في المؤتمر استحداث مكتب تكون مهمته وضع مشروع ميثاق مؤقت للتنظيم الجاري تشكيله، وذلك على هيئة نداء إلى جميع القوى التي تؤمن بوحدة الحركة الوطنية اليمنية في النضال لحماية النظام الجمهوري والدفاع عن ثورة سبتمبر الخالدة، وتحرير الجنوب اليمني من الاحتلال الأجنبي، حيث استقر الرأي على تسمية هذه الجبهة باسم «جبهة تحرير الجنوب اليمني المحتل» أخذت في أغسطس من نفس العام تسميتها النهائية «الجبهة القومية لتحرير جنوب اليمن المحتل» على أساس الاعتراف بالثورة المسلحة أسلوبا وحيدا وفعالا لطرد المستعمر. وقد تمخض عن هذا المؤتمر تشكيل لجنة تحضيرية من الشخصيات والقيادات المشاركة فيه كان على رأسها قحطان محمد الشعبي، وبعد اجتماعات عدة عقدتها اللجنة التحضيرية.
أقرت في 8 مارس 1963 نص الميثاق القومي الذي كان يتألف من مذكرة والميثاق نفسه، وبرز في صدر الميثاق شعار الجبهة «من أجل التحرر والوحدة والعدالة الاجتماعية». ونشرت في مايو 1963 الوثيقة الموضحة للخط السياسي لهذا التنظيم.
وفي 19 أغسطس 1963 تم إعلان تأسيس «الجبهة القومية لتحرير جنوب اليمن المحتل». وتم تشكيل قيادة الجبهة من 12 شخصاً. وقد تكونت الجبهة من خلال اندماج سبعة تنظيمات سرية أعلنت إيمانها بالكفاح المسلح، وهي: حركة القوميين العرب، الجبهة الناصرية في الجنوب المحتل، المنظمة الثورية لجنوب اليمن المحتل، الجبهة الوطنية، التشكيل السري للضباط والجنود والأحرار، وجبهة الإصلاح اليافعية (تشكيل القبائل)، ثم التحقت ثلاثة تنظيمات أخرى بالجبهة القومية، وهي: منظمة الطلائع الثورية بعدن، منظمة شباب المهرة، والمنظمة الثورية لشباب جنوب اليمن المحتل.
وفي أغسطس 1963 استقبل أبناء ردفان الثوار العائدين من شمال الوطن بقيادة غالب بن راجح لبوزة، بعد مشاركتهم في الدفاع عن ثورة السادس والعشرين من سبتمبر الوليدة.

### بداية الثورة
انطلقت الشرارة الأولى لثورة 14 أكتوبر في اليمن الجنوبي في 1963 ضد الاستعمار البريطاني، وذلك من جبال ردفان، بقيادة راجح لبوزة، وشنّت السلطات الاستعمارية حملات عسكرية غاشمة استمرت ستة أشهر، ضربت خلالها القرى والسكان الآمنين بمختلف أنواع الأسلحة، تشرد على إثرها آلاف المدنيين العزل. واتّبعت القوات البريطانية في هجماتها وغاراتها على مناطق ردفان سياسة «الأرض المحروقة»، وخلفت كارثة إنسانية فظيعة جعلت أحد أعضاء مجلس العموم البريطاني يدين تلك الأعمال اللاإنسانية.
نفذ خليفة عبد الله حسن خليفة في 10 ديسمبر 1963 عملية فدائية بتفجير قنبلة في مطار عدن في إطار الكفاح ضد الاحتلال البريطاني، وأسفرت عن إصابة المندوب السامي البريطاني (تريفاسكس) بجروح ومصرع نائبه القائد جورج هندرسن، كما أصيب أيضاً بإصابات مختلفة 35 من المسؤولين البريطانيين وبعض وزراء حكومة الاتحاد الذين كانوا يهمون بصعود الطائرة والتوجه إلى لندن لحضور المؤتمر الدستوري الذي أرادت بريطانيا من خلاله الوصول مع حكومة الاتحاد إلى اتفاق يضمن الحفاظ على المصالح الإستراتيجية لها في عدن. وكانت هذه العملية الفدائية التي أعاقت هذا المؤتمر هي البداية التي نقلت الكفاح المسلح ضد الاستعمار البريطاني من الريف إلى المدينة.
وفي 11 ديسمبر 1963 صدر قرار الجمعية العامة للأمم المتحدة، قضى بحل مشكلة الجنوب اليمني المحتل وحقه في تقرير مصيره والتحرر من الحكم الاستعماري البريطاني. وفي عام 1965 اعترفت الأمم المتحدة بشرعية كفاح شعب الجنوب طبقاً لميثاق الأمم المتحدة والإعلان العالمي لحقوق الإنسان.

### أحداث 1964
بدأت في 7 فبراير 1964 أول معركة للثوار اليمنيين استخدموا فيها المدفع الرشاش في قصف مقر الضابط البريطاني في ردفان (لحج)، وفي 3 أبريل 1964 شنت ثماني طائرات حربية بريطانية هجوماً عدوانياً على قلعة حريب، في محاولة للضغط على الجمهورية العربية اليمنية، لإيقاف الهجمات الفدائية المسلحة التي يشنها فدائيو الجبهة القومية من أراضيها. وفي 28 أبريل 1964 شن مجموعة من فدائيي حرب التحرير هجوماً على القاعدة البريطانية في الحبيلين (ردفان)، وقامت طائرات بريطانية في 14 مايو 1964 بغارات ضد الثوار في قرى وسهول ردفان، أدت إلى تدمير المنازل في المنطقة، كما أسقطت منشورات تحذيرية للثوار الذين أسمتهم بـ«الذئاب الحمر»، وفي 22 مايو 1964 أصاب ثوار الجبهة القومية في ردفان طائرتين بريطانيتين من نوع «هنتر» النفاثة.
انطلق الكفاح المسلح ضد المستعمر البريطاني وأعوانه في إمارة الضالع بتاريخ 24 يوليو 1964 بقيادة علي احمد ناصر عنتر، عقب عودة عدد من الشباب من تعز الذين خضعوا فيها لدورة تدريبية عسكرية دامت شهرين لينضموا إلى صفوف الرجال العائدين من شمال الوطن بعد مشاركتهم في الدفاع عن ثورة 26 سبتمبر في صفوف الحرس الوطني. وقد تلقى الثوار كل الدعم من إخوانهم في الشمال، فعاد قادتهم من تعز ومعهم السلاح والذخائر والقنابل اليدوية.

### أحداث 1965
اشتدت العمليات الفدائية على قوات الاستعمار وأصدرت قانون الطوارئ في 19 يونيو 1965 وحظرت بموجبه نشاط الجبهة القومية لتحرير الجنوب اليمني المحتل، واعتبرتها حركة إرهابية، وقامت بإبعاد 245 مواطناً من شمال اليمن.
عقدت الجبهة القومية لتحرير الجنوب اليمني المحتل مؤتمرها الأول في تعز بتاريخ 22 يونيو 1965، وأعلنت فيه موقفها الثابت لمواصلة الكفاح المسلح ضد المستعمر البريطاني حتى جلائه عن أرض الوطن. واعتبرت نفسها الممثل الوحيد لأبناء الجنوب اليمني المحتل. وأقرت في هذا المؤتمر لائحتها الداخلية والميثاق الوطني.
في 30 يوليو 1965 هاجمت فرقة ثورية بقيادة علي احمد ناصر عنتر سرية بريطانية كانت قد تمركزت بنفس اليوم حول دار أمير الضالع، لتعزيز الحراسات لحمايته من هجمات الثوار، وأصيب خلالها القائد الميداني علي شائع هادي بثلاث طلقات رصاص. وفي 25 أغسطس 1965 رفضت الجبهة القومية نتائج مؤتمر جدة بين الرئيس جمال عبد الناصر رئيس الجمهورية العربية المتحدة، والملك فيصل بن عبد العزيز ملك المملكة العربية السعودية، ونعتته بـ«مؤتمر الخيانة»، ورفضت أي حلول أو تسوية مع الملكيين باعتبار ذلك تهديدا للنظام الجمهوري وإضعافا للثورة في الجنوب.
اعلنت بريطانيا في 2 أكتوبر 1965 عن عزمها البقاء في عدن حتى عام 1968 مما أدى لانتفاضة شعبية عنيفة ضد البريطانيين في المدينة أسفرت عن خسائر كبيرة بشرية ومادية.

### أحداث 1966

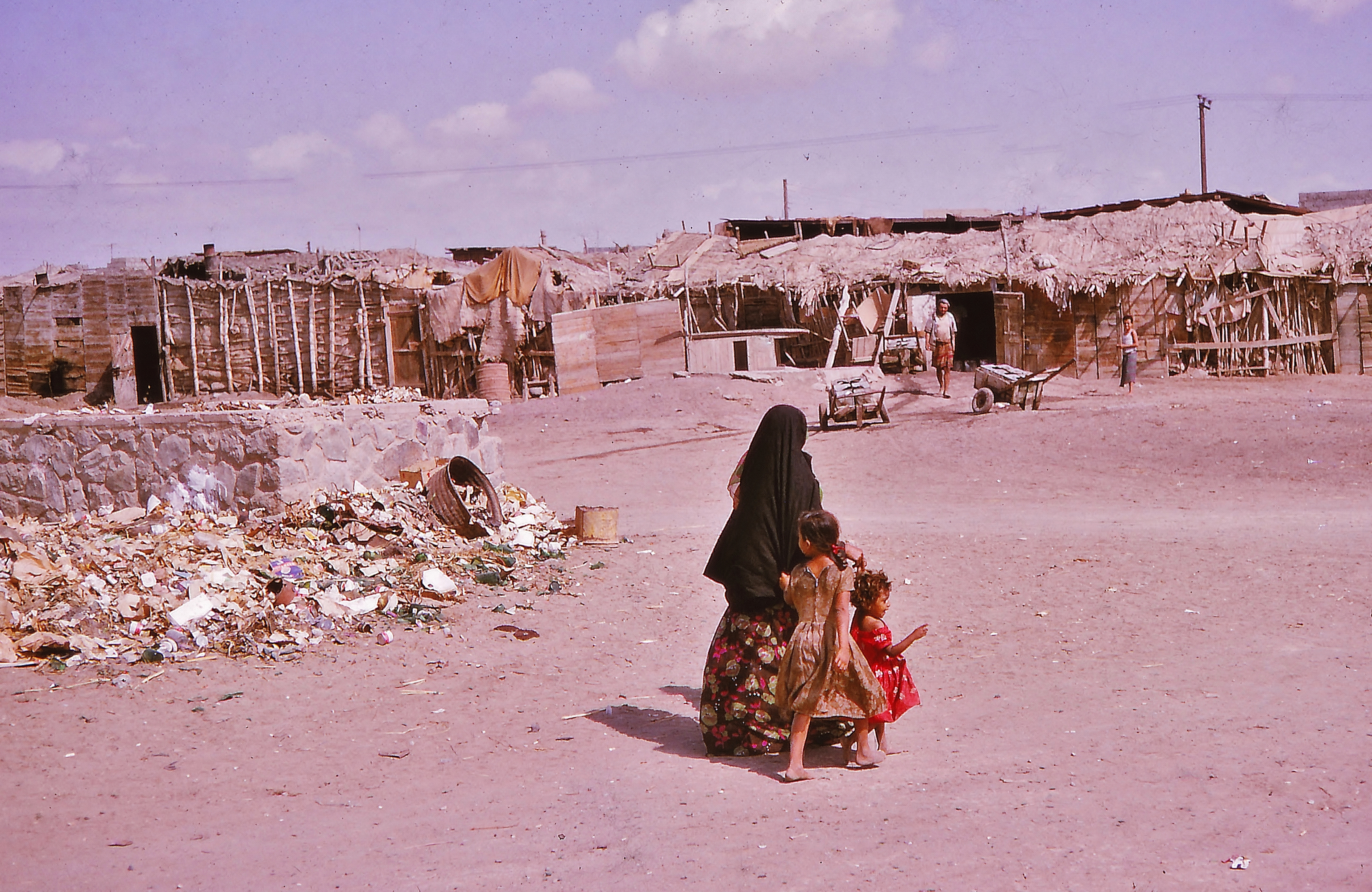
امرأة وأطفالها في منطقة كوخ على مقربة من نقطة تفتيش في عدن الشيخ عثمان 1966

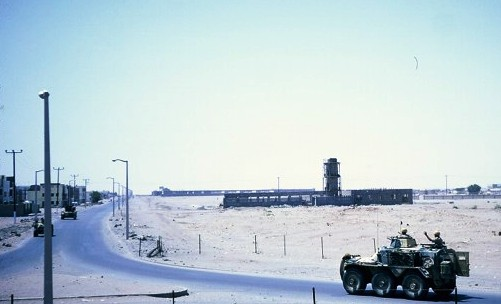
دورية بريطانية في الطرق الواصل بين المنصورة والشيخ عثمان في 1966

أصدرت الخارجية البريطانية «الكتاب الأبيض» في 22 فبراير 1966 الذي أعلن رسمياً قرار بريطانيا القاضي بمنح مستعمرة عدن والمحميات الاستقلال مطلع 1968.
شكلت الجبهة القومية في 5 أبريل 1966، لجنة لجمع التبرعات من المناطق الشمالية، استهلت اللجنة عملها من لواء إب حيث بادر المسؤولون والمشايخ والمواطنون بالتبرع بالمال والحبوب بأنواعها وأسهموا بنقلها إلى قعطبة.
في 22 أبريل 1966 أسقط ثوار جيش التحرير طائرة بريطانية أثناء قيامها بعملية استطلاعية لمواقع الثوار في الضالع والشعيب، فأرسلت السلطات الاستعمارية للغاية نفسها طائرة أخرى، فكان مصيرها كسابقتها، ما جعل القوة الاستعمارية وأعوانها تشدد من قصفها للقرى وتنكل بالمواطنين فيها.
في 28 يوليو 1966 نفذ فدائيون في حضرموت عملية قتل الكولونيل البريطاني جراي، قائد جيش البادية. وكان هذا الضابط هو الذي نفذ عملية اغتيال المناضلة الفلسطينية رجاء أبو عماشة عند محاولتها رفع العلم الفلسطيني مكان العلم البريطاني أثناء فترة الانتداب البريطاني لفلسطين. [بحاجة لمصدر]
أعلنت الحكومة البريطانية في أغسطس 1966 اعترافها بقرارات منظمة الأمم المتحدة لعامي 1963 و1965 الذي أكدت فيه حق شعب الجنوب اليمني المحتل في تقرير مصيره.
في 31 ديسمبر 1966 قام ثوار جيش التحرير بهجوم مباغت على القاعدة البريطانية في الضالع، أدى إلى مقتل ثلاثة جنود وإصابة ثمانية آخرين، وتدمير ثلاث سيارات «لاند روفر» وإحراق عدد من الخيام بما فيها من مؤن ومعدات. في غضون ذلك وحد ثوار الضالع وردفان والشعيب هجماتهم على القوات الاستعمارية وأعوانها من خلال تشكيل فرقة قتالية مشتركة أسموها «الفرقة المتجولة» بقيادة علي شايع هادي.
في 5 أكتوبر 1966 قدّم ثوار الشمال الدعم الشعبي والعسكري الكبير لأخوانهم في الجنوب، وذلك بدأً من الضالع وحتى وصولهم إلى عدن، مما أدى إلى الضرر الأكبر في صفوف القوات البريطانية، والهزيمة الساحقة في نفوس قوات الاحتلال البريطاني.

### أحداث 1967

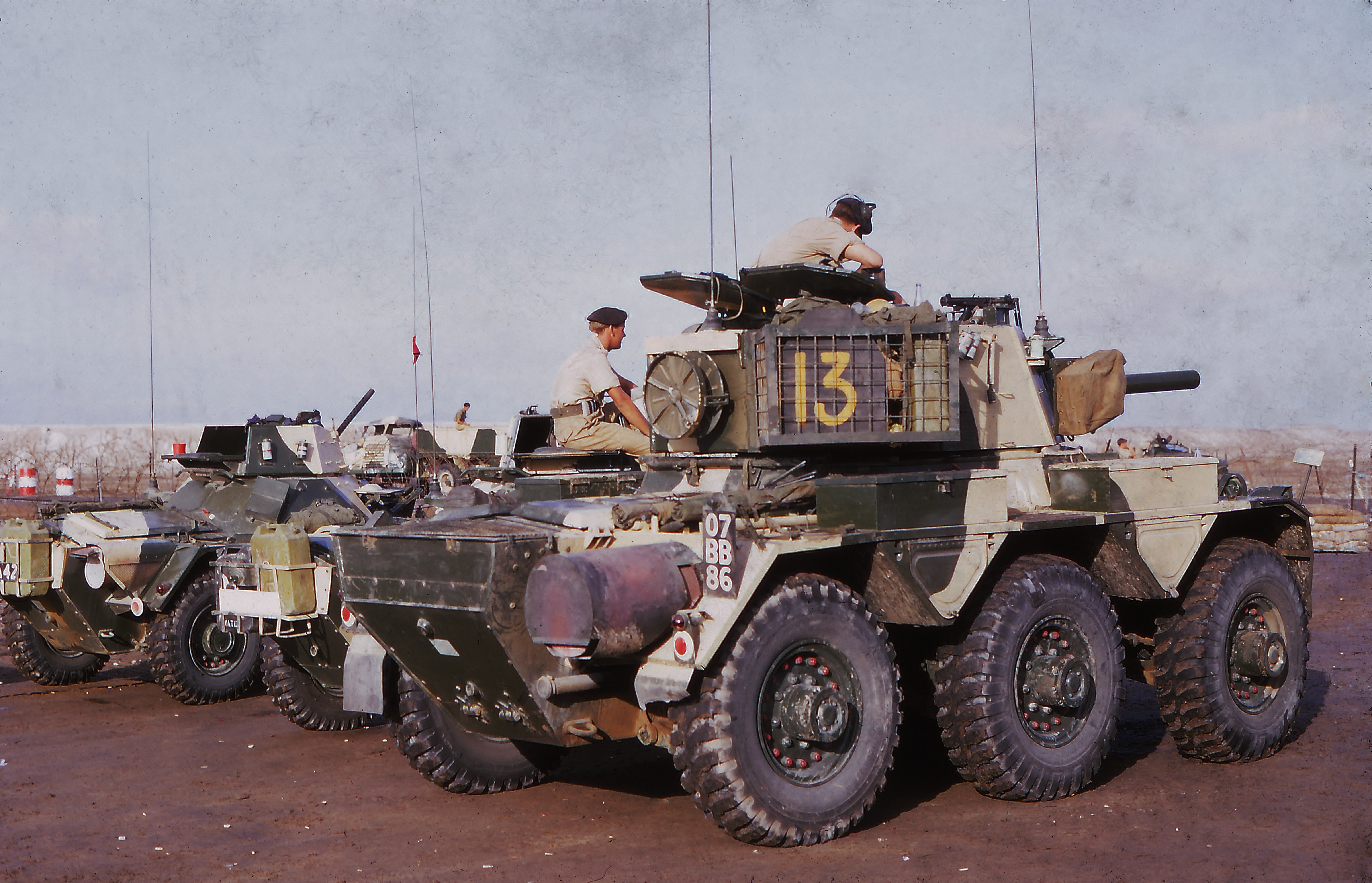
جنود الحرس الملكي البريطاني في عدن، الشيخ عثمان 1967

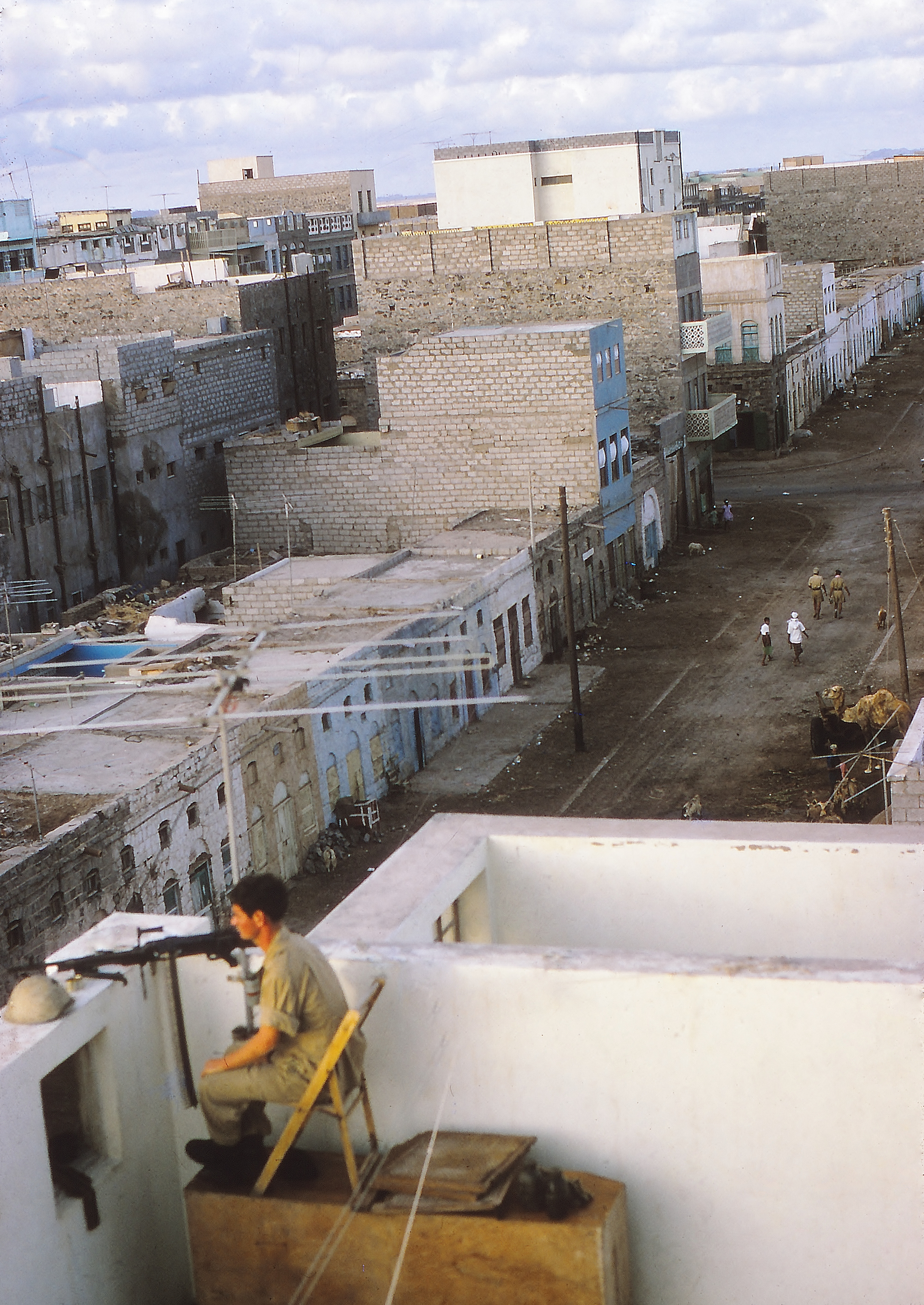
عدن، الشيخ عثمان 1967

في 15 فبراير 1967 خرجت جماهير غفيرة في عدن في مظاهرات حاشدة معادية للاستعمار البريطاني وهي تحمل جنازة رمزية للشهيد مهيوب علي غالب (عبود) الذي استشهد أثناء معركة ضد القوات الاستعمارية في مدينة الشيخ عثمان.
أصدرت الجامعة العربية في 8 مارس 1967 قراراً تشجب فيه التواجد البريطاني في جنوب اليمن.
وفي 2 أبريل 1967 حدث إضراب عام شل كافة أجهزة العمل في مدينة عدن، دعت إليه الجبهة القومية وجبهة التحرير في وقت واحد.
في 3 أبريل 1967 نفذ فدائيو حرب التحرير عدة عمليات عسكرية ناجحة ضد مواقع وتجمعات المستعمر البريطاني في مدينة الشيخ عثمان بعدن، كبدوا خلالها القوات الاستعمارية خسائر فادحة في الأرواح والعتاد، وسقط خلالها عدد من الشهداء في صفوف الفدائيين.
تمكِن الفدائيون في 20 يونيو 1967 من السيطرة على مدينة كريتر لمدة أسبوعين.
وفي 21 يونيو 1967 سيطر ثوار الجبهة القومية في إمارة الضالع على عاصمتها ومعهم آلاف المواطنين الذين دخلوها في مسيرة حافلة يتقدمهم علي أحمد ناصر عنتر. وتبع ذلك سيطرة الجبهة القومية على مشيخة المفلحي في 12 أغسطس 1967 بعد أن زحفت عليها بمظاهرة كبيرة شارك فيها أبناء القرى والمناطق المحيطة بالمشيخة، وتوالى بعد ذلك سقوط السلطنات والمشيخات بيد الجبهة.
تأسست إذاعة المكلا في 28 سبتمبر 1967 التي انطلقت باسم «صوت الجبهة القومية لتحرير الجنوب اليمني المحتل». وفي 5 نوفمبر 1967 أعلنت قيادة الجيش الاتحادي في جنوب الوطن المحتل وقوفها إلى جانب الثورة ودعمها للجبهة القومية، بعد أن باتت غالبية المناطق تحت سيطرتها.

### نيل الاستقلال
أعلن وزير الخارجية البريطاني (جورج براون) في 14 نوفمبر 1967 أن بريطانيا على استعداد تام لمنح الاستقلال لجنوب الوطن اليمني في 30 نوفمبر 1967 وليس في 9 يناير 1968، كما كان مخططاً له سابقاً.
بدأت المفاوضات في جنيف بين وفد الجبهة القومية ووفد الحكومة البريطانية في 21 نوفمبر 1967 من أجل نيل الاستقلال وانسحاب القوات البريطانية من جنوب الوطن. وجرى في ختامها توقيع اتفاقية الاستقلال بين وفد الجبهة القومية برئاسة قحطان محمد الشعبي، ووفد المملكة المتحدة (بريطانيا) برئاسة اللورد شاكلتون.
وبدأ انسحاب القوات البريطانية من عدن في 26 نوفمبر 1967، وغادر الحاكم البريطاني هامفري تريفليان.
وفي 30 نوفمبر 1967 تم جلاء آخر جندي بريطاني عن مدينة عدن، وإعلان الاستقلال الوطني وقيام جمهورية اليمن الجنوبية الشعبية، بعد احتلال بريطاني دام 129 عاماً، وأصبحت الجبهة القومية لتحرير جنوب اليمن المحتل إبان حرب التحرير تتولى مسؤولية الحكم، وتولى أمين عام الجبهة قحطان محمد الشعبي رئاسة الجمهورية وشكلت أول حكومة برئاسة قحطان الشعبي.

## توحد الكيانات الجنوبية
بعد انتصار الثورة تم توحيد كافة الكيانات الجنوبية التالية تحت مسمى جمهورية اليمن الديمقراطية الشعبية:

### 1-اتحاد الجنوب العربي
كان اتحادًا أقيم تحت الحماية البريطانية في 4 أبريل 1962 مكون من 18 ولاية وهي:
| 1- مستعمرة عدن 2- مشيخة القطيبي 3- مشيخة العقربي 4- سلطنة العوذلي | 5- إمارة بيحان 6- مشيخة دثينة 7- إمارة الضالع 8- سلطنة الفضلي | 9- سلطنة الحواشب 10- سلطنة العبدلي 11- سلطنة العوالق العليا 12- سلطنة العوالق السفلى | 13- مشيخة العوالق العليا 14- سلطنة يافع السفلى 15- سلطنة يافع العليا 16- سلطنة الصبيحي | 17- مشيخة العلوي 18- مشيخة الشعيب |

ألغي الاتحاد عندما نال الاستقلال وأصبح في 30 نوفمبر 1967 ضمن جمهورية جنوب اليمن الديمقراطية الشعبية.

### 2-محمية الجنوب العربي
تم إنشائها في 18 يناير 1963 كانت عبارة عن مجموعة من الإمارات والسلطنات والمشائخ تحت الحماية البريطانية بموجب معاهدات، الكيانات التالية تقع في حدود حضرموت التارخية والتي كانت ضمن محمية عدن الشرقية:
- السلطنة الكثيرية
- سلطنة المهرة
- السلطنة القعيطية
- سلطنة الواحدي في بالحاف
- سلطنة الواحدي في حبان
- سلطنة الواحدي في عزان
- ولاية الواحدي في بير علي
  - سلطنة يافع العليا والتي كانت ضمن محمية عدن الغربي.

تم حل محمية الجنوب العربي بعد استقلال جنوب اليمن في 30 نوفمبر 1967 حيث انهارات الكيانات المكونة لهذه المحمية مع حكامها وتم إعلان جمهورية جنوب اليمن الديمقراطية الشعبية.